# جامع الأطروش
جامع الأطروش  أو جامع الدمرداش هو جامع تاريخي يقع في حلب.

## تاريخ الجامع
يقع داخل قلعة حلب الشهيرة, مكتوب على المئذنة بخط نسخي «أنشأه الفقيرُ إلى الله آقبغا الظاهري غفر الله له».
توفي آقبغا قبل إتمام بناءه فتمَّ إكماله بعد وفاته .